# انکواب
انکواب (به لاتین: Ancuabe) یک منطقهٔ مسکونی در موزامبیک است که در Cabo Delgado Province واقع شده‌است.

## خصوصیات
انکواب ۱۲٬۵۶۱ نفر جمعیت دارد.